# Olympische Sommerspiele 1964/Teilnehmer (Rumänien)
| Gelbes Symbol für Goldmedaillen mit stilisierten Olympischen Ringen | Graues Symbol für Silbermedaillen mit stilisierten Olympischen Ringen | Braundes Symbol für Bronzemedaillen mit stilisierten Olympischen Ringen |
| ------------------------------------------------------------------- | --------------------------------------------------------------------- | ----------------------------------------------------------------------- |
| 2                                                                   | 4                                                                     | 6                                                                       |

Rumänien nahm an den Olympischen Sommerspielen 1964 in der japanischen Hauptstadt Tokio mit einer Delegation von 138 Athleten teil. Fahnenträger bei der Eröffnungsfeier war der Kanute Aurel Vernescu.

## Teilnehmer nach Sportarten

### Boxen
- Constantin Ciucă
- Constantin Crudu
- Vasile Mariuțan
- Iosif Mihalic
- Vasile Mirza
- Ion Monea
- Gheorghe Negrea
- Constantin Niculescu
- Nicolae Puiu

### Fechten
- Atilla Csipler
- Ana Derșidan
- Ion Drîmbă
- Iuliu Falb
- Ileana Gyulai
- Ștefan Haukler
- Tănase Mureșanu
- Olga Szabó-Orbán
- Ecaterina Iencic
- Maria Vicol
- Octavian Vintilă

### Fußball
- Marin Andrei
- Sorin Avram
- Dan Coe
- Gheorghe Constantin
- Carol Creiniceanu
- Ilie Datcu
- Nicolae Georgescu
- Ilie Greavu
- Bujor Hălmăgeanu
- Ion Ionescu
- Dumitru Ivan
- Emerich Jenei
- Constantin Koszka
- Ion Nunweiller
- Cornel Pavlovici
- Mircea Petescu
- Emil Petru
- Ion Pîrcălab

### Gewichtheben
- Fitzi Balaș
- Lazăr Baroga

### Kanu

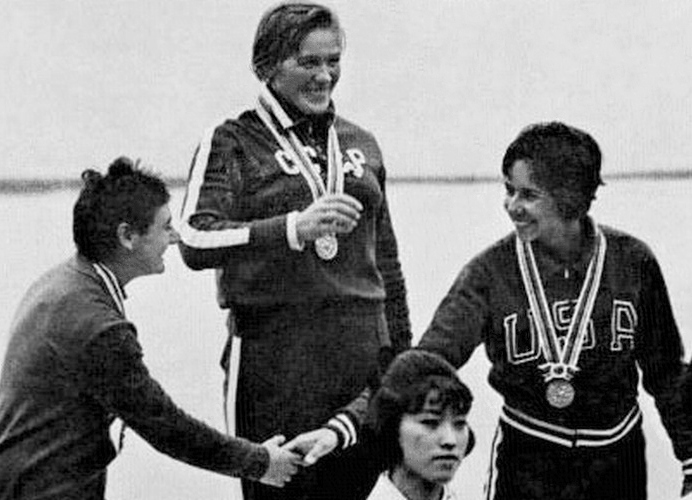
Hilde Lauer (links)

- Hilde Lauer, Silber , Bronze
- Andrei Igorov, Silber
- Aurel Vernescu, 2 × Bronze
- Simion Cuciuc, Bronze
- Atanasie Sciotnic, Bronze
- Cornelia Sideri, Bronze
- Mihai Țurcaș, Bronze
- Haralambie Ivanov
- Igor Lipalit
- Vasilie Nicoară
- Achim Sidorov

### Leichtathletik

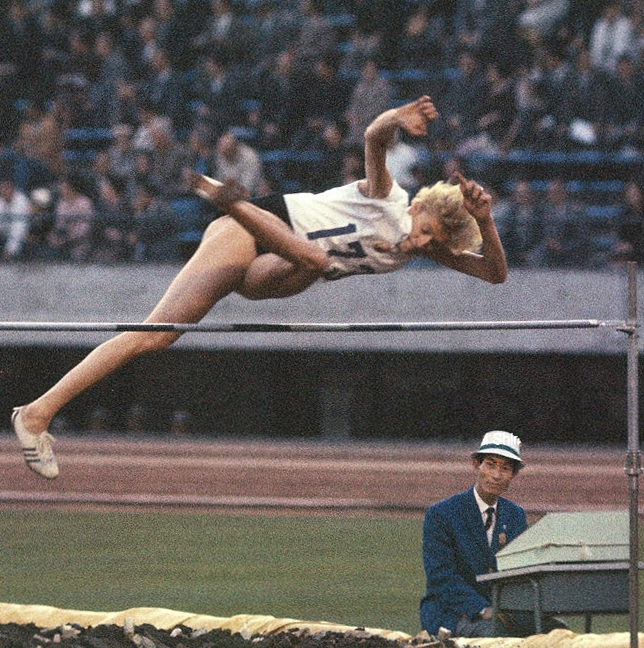
Iolanda Balaș

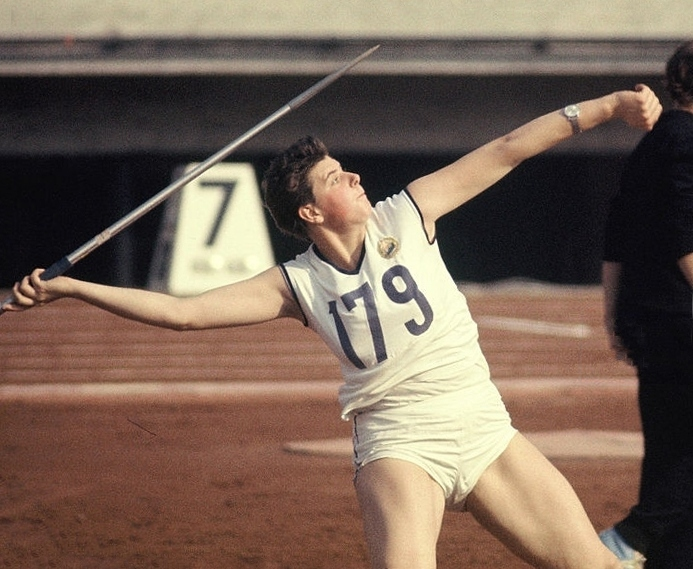
Mihaela Peneș

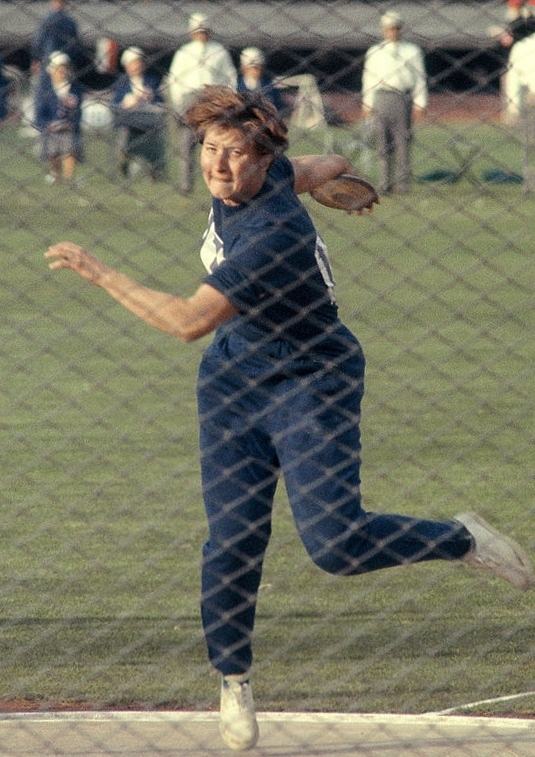
Lia Manoliu

- Iolanda Balaș, Gold
- Mihaela Peneș, Gold
- Lia Manoliu, Bronze
- Andrei Barabaș
- Olimpia Cataramă
- Șerban Ciochină
- Maria Diaconescu
- Constantin Grecescu
- Valeriu Jurcă
- Ilie Popa
- Ana Sălăgean
- Viorica Viscopoleanu

### Radsport
- Gheorghe Bădără
- Constantin Ciocan
- Ion Cosma
- Gabriel Moiceanu
- Emil Rusu

### Ringen
- Valeriu Bularca, Silber
- Ion Cernea, Bronze
- Dumitru Pîrvulescu, Bronze
- Francisc Balla
- Marin Bolocan
- Nicolae Martinescu
- Gheorghe Popovici
- Ștefan Stîngu
- Ștefan Tampa
- Gheorghe Țarălungă
- Ion Țăranu

### Rudern
- Ludovic Covaci-Borbely
- Oprea Păunescu
- Ionel Petrov
- Ștefan Pongratz
- Gheorghe Riffelt
- Nichifor Tarara
- Carol Vereș

### Schießen
- Ion Tripșa, Silber
- Neagu Bratu
- Traian Cogut
- Ion Dumitrescu
- Gheorghe Enache
- Gavril Maghiar
- Ion Olărescu
- Marcel Roșca
- Nicolae Rotaru

### Turnen
- Anton Cadar
- Elena Ceampelea
- Gheorghe Condovici
- Cristina Doboșan
- Atanasia Ionescu
- Sonia Iovan
- Elena Popescu
- Petre Miclăuș
- Friedrich Orendi
- Alexandru Szilaghi
- Gheorghe Tohăneanu
- Emilia Liță

### Volleyball
- Nicolae Bărbuță
- Alexandrina Chezan
- Mihai Chezan
- Sonia Colceru
- Mihai Coste
- Eduard Derzsei
- Aurel Drăgan
- Ileana Enculescu
- Gheorghe Fieraru
- Constantin Ganciu
- Elisabeta Goloșie
- Mihai Grigorovici
- Doina Ivănescu
- Cornelia Lăzeanu
- Ana Mocanu
- Horațiu Nicolau
- Davila Plocon
- Doina Popescu
- Iuliu Szöcs
- Natalia Todorovschi
- Lia Vanea

### Wasserball
- Iosif Culineac
- Nicolae Firoiu
- Anatol Grințescu
- Ștefan Kroner
- Cornel Mărculescu
- Emil Mureșan
- Gruia Novac
- Mircea Ștefănescu
- Alexandru Szabo
- Aurel Zahan